# Теро Сеппяля
Теро Сеппяля (25 січня 1996 , Ярвенпяа, Нюландська губернія ) — фінський біатлоніст. Учасник Олімпійських ігор 2018 року.

## Кар'єра
Виступає за клуб Хаапаярвен Кіїлат.
У міжнародних змаганнях серед юніорів брав участь від 2015 року. Учасник трьох чемпіонатів світу серед юніорів (2015, 2016, 2017). В особистих дисциплінах єдиний раз потрапив у топ-10 на чемпіонаті 2017 року в Брезно, посівши восьме місце в індивідуальних перегонах. В естафетах був четвертим (2015, серед 19-річних) та п'ятим (2017, серед 21-річних).
У дорослих змаганнях дебютував у сезоні 2015-2016 на етапі Кубка IBU в Ідре, посівши 74-те місце в спринті. Перші бали в цих змаганнях набрав у сезоні 2016-2017 на етапі в Арбері, посівши 22-ге місце в індивідуальних перегонах.
У сезоні-2016-2017 дебютував у Кубку світу на етапі в Антгольці, де посів 92-ге місце в індивідуальних перегонах. 2017 року вперше взяв участь у чемпіонаті світу, але посів лише 71-ше місце. Перші бали в Кубку світу набрав у сезоні 2017-2018 на етапі в Гохфільцені, посівши 24-те місце в спринті, у наступних перегонах також кілька разів набирав бали.
Учасник зимових Олімпійських ігор 2018 року. Став 20-им у спринті, 25-им у перегонах переслідування, 76-им в індивідуальних перегонах та 21-им у мас-старті. У змішаній естафеті в складі збірної Фінляндії посів шосте місце.

## Особисте життя
Батько, Тімо Сеппяля (нар. 1968), — теж біатлоніст, учасник Олімпіади-1994, де посів шосте місце в естафеті.

## Результати за кар'єру
Усі результати наведено за даними Міжнародного союзу біатлоністів.

### Олімпійські ігри
| Змагання       | Інд. перегони | Спринт | Перегони пер. | Мас-старт | Естафета | Змішана ес. |
| -------------- | ------------- | ------ | ------------- | --------- | -------- | ----------- |
| Пхьончхан 2018 | 76            | 20     | 25            | 21        | —        | 6           |

### Чемпіонати світу
| Змагання                  | Інд. перегони | Спринт | Перегони пер. | Мас-старт | Естафета | Змішана ес. | Од. змішана ес. |
| ------------------------- | ------------- | ------ | ------------- | --------- | -------- | ----------- | --------------- |
| Гохфільцен 2017           | 79            | —      | —             | —         | 20       | —           | Не пров.        |
| Естерсунд 2019            | 31            | 35     | 28            | —         | 17       | 10          | 12              |
| Антгольц-Антерсельва 2020 | 87            | 52     | 47            | —         | 26       | 9           | 23              |
| Поклюка 2021              | 37            | 28     | 32            | —         | 19       | 13          | —               |

### Кубки світу
- Найвище місце в загальному заліку: 36-те 2021 року.
- Найвище місце в окремих перегонах: 5

#### Підсумкові місця Кубку світу за роками
| Сезон     | Інд. перегони | Інд. перегони | Спринт | Спринт | Перегони пер. | Перегони пер. | Мас-старт | Мас-старт | Заг. залік | Заг. залік |
| Сезон     | Бали          | Місце         | Бали   | Місце  | Бали          | Місце         | Бали      | Місце     | Бали       | Місце      |
| --------- | ------------- | ------------- | ------ | ------ | ------------- | ------------- | --------- | --------- | ---------- | ---------- |
| 2016-2017 | -             |               | -      |        |               |               |           |           | -          | nc         |
| 2017-2018 | -             |               | 35     | 52     | 9             | 67            | -         | -         | 44         | 61         |
| 2018-2019 | 13            | 60            | 11     | 76     | 19            | 56            |           |           | 43         | 62         |
| 2019-2020 | 15            | 48            | 63     | 35     | 31            | 40            | 23        | 37        | 132        | 37         |
| 2020-2021 | 26            | 39            | 84     | 33     | 59            | 35            |           |           | 169        | 36         |

### Чемпіонати Європи
| Змагання    | Інд. перегони | Спринт | Перегони пер. |
| ----------- | ------------- | ------ | ------------- |
| Мінськ 2019 | 18            | 56     | 14            |